# Correas
Correas (llamada oficialmente Os Correás) es una aldea española situada en la parroquia de Frayalde, del municipio de Pol, en la provincia de Lugo, Galicia.

## Demografía
| Gráfica de evolución demográfica de Correas entre 2000 y 2020 |
|                                                               |
| Datos según el nomenclátor publicado por el INE.              |